# Dolga Vas (Kočevje)
Dolga Vas (pronunciación eslovena: [ˈdoːu̯ɡa ˈʋaːs]; ortografía eslovena: Dolga vas; alemán: Grafenfeld o Krapfenfeld; bávaro meridional Gottscheerish: Kropfnwold o Kropfmvolt) es una localidad eslovena perteneciente al municipio de Kočevje en el sur del país.
En 2020, la localidad tenía una población de 817 habitantes.
El topónimo local en esloveno significa "pueblo largo", en referencia a su estructura lineal en torno a la carretera. Se conoce la existencia de la localidad desde 1574, cuando se menciona como una localidad de algo más de cien habitantes. A principios del siglo XX, la quinta parte de los habitantes eran alemanes, pero todos los alemanes locales fueron expulsados durante la Segunda Guerra Mundial y desde entonces es una localidad étnicamente eslovena. La localidad era conocida por albergar una de las principales capillas barrocas de la región, construida en 1717 en el centro de la localidad; esta capilla fue destruida por los comunistas yugoslavos en 1956 y en su lugar se construyó en 2006 un peto de ánimas para conmemorar el medio siglo de su destrucción.
La localidad se ubica a orillas del río Rinža en la periferia meridional de la capital municipal Kočevje, en la salida de la villa de la carretera 106 que lleva a Delnice.